# Tardía de Marzo
Tardía de Marzo es el nombre de una variedad cultivar de manzano (Malus domestica). Esta manzana es originaria de Galicia, está cultivada en la colección de árboles frutales y banco de germoplasma de Mabegondo con el Nº 27; ejemplares procedentes de esquejes localizados en San Martiño de Andrade, parroquia del municipio de Puentedeume (La Coruña).

## Sinónimos
- "Manzana Tardía de Marzo",[4][5]
- "Maceira Tardía de Marzo".

## Características
El manzano de la variedad 'Tardía de Marzo' tiene un vigor vigoroso, productivo. Tamaño grande y porte erguido.
Época de inicio de brotación a partir del 21 de abril y de floración a partir de 16 de mayo.
Las hojas tienen una longitud del limbo de tamaño larga, con la máxima anchura del limbo media. Longitud de las estípulas es corta y la máxima anchura de las estípulas es desconocido. Denticulación del borde del limbo es serrado, con la forma del ápice del limbo cuspidado y la forma de la base del limbo es obtuso. Con subestípulas presentes.
Sus flores tienen una longitud de los pétalos corta, anchura de los pétalos es estrecha, disposición de los pétalos libres entre sí, con una longitud del pedúnculo corta.
La variedad de manzana 'Tardía de Marzo' tiene un fruto de tamaño medio, de forma globosa, de color amarillo, sin chapa, y de intensidad fuerte. Epidermis de textura desigual, sin pruina en su superficie, y con presencia de cera media. Sensibilidad al "russeting" (pardeamiento áspero superficial que presentan algunas variedades) muy poco sensible. Con lenticelas de tamaño medianas.
Los sépalos están dispuestos de forma parcialmente replegados, y superpuestos en su base; su fosa calicina es poco profunda de una anchura media. Pedúnculo de grosor medio y de longitud largo, siendo la cavidad peduncular de una profundidad media y de anchura media. Con pulpa de color blanca, de firmeza es firme y textura intermedia; su jugosidad es jugosa con sabor de acidez media-baja, y aromática.
Época de maduración y recolección a partir del 15 de octubre. 'Tardía de Marzo' es una manzana que su destino es la conservación de esta variedad en el banco de germoplasma de Mabegondo como reserva genética.

## Susceptibilidades
- Oidio: ataque débil
- Moteado: no presenta
- Raíces aéreas: no presenta
- Momificado: no presenta
- Pulgón lanígero: no presenta
- Pulgón verde: ataque débil
- Araña roja: no presenta
- Chancro del manzano: no presenta[3]